# 百科知识
《百科知识》创刊于1979年，是中国大陆科普类旬刊，由中国大百科全书出版社主办，编辑部位于北京市。
《百科知识》在2018年被中华人民共和国国家新闻出版广电总局新闻报刊司评为2017年全国“百强报刊”。